# Gegengift (Zeitschrift)
Gegengift – Zeitschrift für Politik und Kultur war eine politische Literaturzeitschrift.

## Herausgabe
Sie wurde von 1989 bis 1995 in der „Edition Coko“ und 1996 bis 2001 im Pfaffenhofener „Gegengift-Verlag“ herausgegeben; die Einstellung der Produktion erfolgte aus wirtschaftlichen Gründen. 2004 wurde die erneute Publikation in anderem Format angekündigt. 2005 wurde die Zeitschrift tatsächlich wiederbelebt, seit Februar 2007 dann wieder vierzehntäglich publiziert. Im Februar 2011 wurde sie erneut – aus wirtschaftlichen Gründen – eingestellt. Herausgeber und Chefredakteur war Michael Ludwig.

## Autoren und Umfeld
Als Autoren waren u. a. Karlheinz Weißmann, Heimo Schwilk, Ulrich Schacht und Gunnar Sohn vertreten. Die Autorenschaft wurde dem Umfeld der Jungen Freiheit, des Criticón und der Neuen Rechten zugeordnet. So finden sich auch Claus Wolfschlag, Richard Christ, Hadayatullah Hübsch und Harald Schulze unter den regelmäßigen Autoren.

## Inhalte
In Gegengift debattierte man in den 2010er Jahren über den Begriff des „Konservatismus“. Unter den neurechten Zeitschriften in Deutschland hatte Gegengift eine geringe Reichweite.